# Anna Rupprecht
Anna Rupprecht, née le 29 décembre 1996, est une sauteuse à ski allemande. Elle monte sur un podium individuel en Coupe du monde en 2016  et remporte surtout le titre de championne par équipes mixtes en 2021 à Oberstdorf.

## Biographie
Elle commence le saut à ski à l'âge de six ans. Licenciée au club SC Degenfeld, elle fait ses premiers pas dans la Coupe continentale, plus haut niveau féminin à l'époque en 2008. Dans cette compétition elle obtient son premier top 10 en 2010 en Allemagne. Cette année, elle devient championne d'Allemagne chez les seniors. Elle participe à la première édition de la Coupe du monde en 2011-2012, figurant à Hinterzarten. Lors du Festival olympique de la jeunesse européenne 2013, elle remporte la médaille d'or au concours individuel et au concours par équipes mixtes ainsi que la médaille d'argent au concours par équipes. En 2013-2014, elle récolte ses premiers points en Coupe du monde, avec une 23e place à Hinzenbach.
En 2015, elle devient championne du monde junior par équipes à Almaty.
Lors de la saison 2015-2016, elle revient régulièrement dans les points avec comme meilleure performance une 12e place à Ljubno.
En décembre 2016, lors de l'ouverture de la saison 2016-2017, elle décroche une troisième place à Lillehammer derrière les Japonaises Sara Takanashi et Yuki Ito, signant son premier podium en carrière. Sa saison prend fin rapidement après en raison d'une blessure au genou (rupture des ligaments croisés).
En février 2019, elle contribue à la victoire allemande à l'épreuve par équipes de Ljubno en Coupe du monde. Juste après, elle reçoit sa première sélection pour des championnats du monde à Seefeld, et se classe 24e. 
À l'été 2019, elle doit se faire opérer du genou en raison des dommages au cartilage du genou et au ménisque, qui la rend indisponible pour l'hiver à venir. 
Rupprecht retrouve son niveau lors de son retour sur la saison 2020-2021, obtenant d'emblée une huitième place à Ramsau. Elle est sélectionnée pour les Championnats du monde à Oberstdorf, où elle est 14e et 15e en individuel, mais avant tout, elle est sacrée avec ses coéquipiers sur l'épreuve collective mixte avec Katharina Althaus, Markus Eisenbichler et Karl Geiger.

## Palmarès

### Championnats du monde
| Épreuve / Édition  | Seefeld 2019                     | Oberstdorf 2021 | Planica 2023 |
| Petit tremplin     | 24e                              | 14e             |              |
| Grand tremplin     | Épreuve inexistante à cette date | 15e             |              |
| Par équipes        |                                  | 5e              | Or           |
| Par équipes mixtes |                                  | Or              |              |

### Coupe du monde
- Meilleur classement général : 17e en 2021.
- 1 podium individuel : 1 troisième place.
- 1 victoire en épreuve par équipes.

#### Classements généraux annuels
| Année | Rang |
| 2014  | 39e  |
| 2015  | 48e  |
| 2016  | 24e  |
| 2017  | 26e  |
| 2018  | 32e  |
| 2019  | 25e  |
| 2021  | 17e  |

### Championnats du monde junior
- Médaille d'or par équipes en 2015.

### Festival olympique de la jeunesse européenne
- Médaille d'or en individuel en 2013.
- Médaille d'argent par équipes en 2013.

### Championnats d'Allemagne
- Championne en individuel en 2010 et 2016.